# Guren no yumiya
Guren no yumiya (紅蓮の弓矢? lett. "Arco e freccia cremisi") è un singolo della band giapponese Linked Horizon pubblicato il 10 luglio 2013 dalla Pony Canyon. Il brano è principalmente conosciuto per essere stato usato come prima sigla di apertura della prima stagione dell'anime L'attacco dei giganti, tratto dall'omonimo manga di Hajime Isayama.
La canzone è stata la prima della band ad essere stata creata per essere utilizzata in un anime ed è stata composta utilizzando una miscela di generi musicali e parole sia in lingua giapponese che in lingua tedesca. Dopo essere stata utilizzata per la prima volta nell'anime, la canzone ha visto diversi artisti musicali eseguire sue cover, ed è stata suonata in particolare al sessantaquattresimo NHK Kōhaku uta gassen e durante i principali eventi sportivi in Giappone, comprese le Olimpiadi estive del 2020. Il singolo ha raggiunto il primo posto nelle classifiche Billboard Japan Hot 100 e Hot Animation al suo debutto, e ha ricevuto quattro premi per la sua melodia e animazione entro la fine del 2013. Nel maggio del 2014 è stata certificata con due dischi di platino da RIAJ per il superamento di mezzo milione di vendite.

## Descrizione
La canzone è stata pubblicata per la prima volta dalla band giapponese Linked Horizon l'8 aprile 2013 in forma digitale abbreviata, ossia della durata di 1 minuto e 30 secondi, come prima sigla di apertura della serie televisiva anime L'attacco dei giganti. La versione completa invece è stata pubblicata successivamente sotto forma di CD come parte del secondo singolo della band Jiyū e no shingeki il 10 luglio 2013. Le canzoni Guren no yumiya e Jiyū no tsubasa sono anche state le prime due sigle create dalla band legate ad un anime.
Il musicista leader della band, Revo, ha affermato di essere stato ispirato a scrivere il singolo per l'anime dopo aver letto il primo numero del manga de L'attacco dei giganti. Egli si è anche incontrato più volte con l'autore del manga Hajime Isayama e il regista dell'anime Tetsurō Araki per assicurarsi che le canzoni utilizzate trasmettessero accuratamente «i sentimenti dei personaggi attraverso la poesia e la musica».